# L'Incroyable Aventure de Big Al
L'Incroyable Aventure de Big Al (intitulé au Royaume-Uni The Ballad of Big Al et au Canada anglophone et aux États-Unis Allosaurus: a Walking with Dinosaurs Special) est un special de la télévision britannique, sorti en 2000. Il s'agit d'un documentaire-fiction qui représente la naissance, la vie et la mort d'un exemplaire d'Allosaurus fragilis (un dinosaure carnassier) découvert en 1991 aux États-Unis et connu du fait d'être l'un des fossiles d'allosaure les plus complets.
Réalisé en un seul film d'une durée d'une demi-heure, L'Incroyable Aventure de Big Al a été le premier special dérivé de la série à succès Sur la terre des dinosaures. Les deux autres specials qui le suivirent furent Sur la trace des dinosaures (2002, divisé en deux épisodes) et Les Monstres du fond des mers (2003, divisé en trois épisodes).

## Synopsis
| N° | Titre                                                      | Réalisation     | Première diffusion (BBC) |
| --- | ---------------------------------------------------------- | --------------- | ------------------------ |
| 1 | L'Incroyable Aventure de Big Al Big Al's Amazing Adventure | Tim Haines (en) | 2000                     |
| -145 millions d'années - Jurassique supérieur - (Wyoming, États-Unis) 1991. Une future star de la paléontologie surgit de la roche. Ce squelette de dinosaure est l'un des plus complets jamais découverts à ce jour. On le baptise Big Al, car il s'agit d'un allosaure. Durant des années les scientifiques ont minutieusement étudié chacun de ses os pour les faire presque parler et ressusciter Big Al. Aujourd'hui, grâce à cet incroyable travail, les scientifiques peuvent enfin découvrir son histoire. On assiste à la naissance de Al. Il est né comme un crocodile mais il grandira comme un oiseau car c'est l'ancêtre des oiseaux et le plus proche cousin des crocodiles. À un an, Al fait trois mètres de long. Son cerveau est celui d'un alligator mais il est bâti comme un oiseau. Du coup, comme les alligators, Al mange tout ce qui se présente. Son meilleur terrain de chasse est l'eau stagnante des mares jusqu'au jour où il voit une femelle s'embourber. À cinq ans, Al sait chasser le diplodocus. À six ans, Al atteint sa maturité sexuelle, mais son premier amour tourne mal et il manque de se faire tuer. Cinq mois plus tard quand la sécheresse a atteint son point culminant, Al se casse un orteil en chassant un troupeau de Dryosaurus. Il s'enfuit vers le lit d'une rivière asséchée et meurt. Après sa mort, les nuages arrivent. Le torrent d'eau inonde le lit de la rivière et emporte le cadavre de Big Al qui est entouré d'un linceul de boue qui le protégera durant 145 millions d'années. Espèces apparaissant : - Allosaurus - Apatosaurus - Ornitholestes - Dryosaure - Othnielia - Stegosaurus - Diplodocus - Brachiosaurus - Anurognathus - Des animaux de la faune actuelle sont aussi filmés : iguane, axolotls, libellules et scorpions |                                                            |                 |                          |